# ألينا إيريميا
ألينا إيريميا (بالرومانية: Alina Eremia)‏ هي مغنية وممثلة ومذيعة رومانية ولدت في يوم 15 ديسمبر 1993 في بلدة بوفتيا في رومانيا، إيرميا هي إحدى عضوات فرقة لالا التي مثلت رومانيا في مسابقة يوروفيجن للأطفال 2005. في سنة 2012 تنافست في النسخة الرومانية من برنامج الرقص مع النجوم. عملت إيرميا أيضاً مع ديزني حيث مثلت صوت بوكاهانتس في الدبلجة الرومانية في فيلمي بوكاهونتاس في سنة 1995 وفيلم بوكاهانتس: رحلة إلى عالم جديد في سنة 1998، كما أدت صوت بيلي في فيلم الجميلة والوحش.

## روابط خارجية
- ألينا إيريميا على موقع IMDb (الإنجليزية)
- ألينا إيريميا على موقع ميوزك برينز (الإنجليزية)
- ألينا إيريميا على موقع أول ميوزيك (الإنجليزية)
- ألينا إيريميا على موقع ديسكوغز (الإنجليزية)
- ألينا إيريميا على موقع قاعدة بيانات الفيلم (الإنجليزية)
- ألينا إيريميا على موقع كينوبويسك (الروسية)